# اسلام‌آباد (کرج)
اسلام‌آباد (به نام پیشین: زورآباد) یکی از محله‌های مسکونی کرج در شمال شهر کرج است این منطقه جزو منطقه ۱ کرج است.
این منطقه از مناطق حاشیه نشین‌ترین و فرسوده‌ترین مناطق استان البرز است. یک ششم بافت فرسوده استان البرز در این منطقه قرار دارد.
در این منطقه مشکلاتی از قبیل وجود بافت فرسوده بسیار، عرض کم و صعب العبور بودن معابر، فاضلاب نامطلوب، امنیت پایین وجود دارد و احتمال مرگ و میر بسیار زیاد است.